# Anzacia micacea
Anzacia micacea är en spindelart som först beskrevs av Simon 1908.  Anzacia micacea ingår i släktet Anzacia och familjen plattbuksspindlar.
Artens utbredningsområde är Western Australia. Inga underarter finns listade i Catalogue of Life.